# しんじ (イラストレーター)
しんじ（6月15日 - ）は、日本のイラストレーター、グラフィックデザイナー、カメラマン。本名、水谷 新司（みずたに しんじ）。愛知県名古屋市出身。血液型はA型。

## 略歴
名古屋デザイナー学院卒業後、2002年に上京しイラストレーターとしての活動を開始、渋谷109内店舗などにてオリジナルポストカードを配布する。
イラストレーターとして上京してきたが、広告やロゴマークを作る事が多く、記録やホームページ用のカメラマンもしたりとマルチに活動している。
2008年、キングコング西野が主催するイベント「ろくでもない夜」の広告のロゴマーク作成を手がけ、それを皮切りに吉本興業所属のお笑い芸人が主催するイベント、ライブ関連の広告を作成している。
現在では、ほとんどのオリジナル作品にバレリーナを題材にしたものが登場する。
イラストレーターとして活動する際には、「しんじ(CHARACTER FARM)」や「しんじ／CHARACTER FARM」の屋号を名乗ることがあったが、2013年以降、「絵描きしんじ」に改名し、表記も統一した。
改名して以降仕事が激減したため、オリジナルLINEスタンプを販売することにより一攫千金を狙い多数作り続けているが、全く売れていない。
その後２種類のスタンプが制作された『だらだらいおんシリーズ』は、アニメ化を夢見てだらだらいおん名義のTwitterを開設したり、YouTubeでコマーシャルを流すなど思いつく限りのプロモーションをしているが、やはり売れていない。
遊べる絵本を制作中。出版の当てはない。
現在では、デザイン事務所と提携し雑誌制作もしている。

## 人物
漫画『DRAGON BALL』に憧れて漫画家を目指し、孫悟空のように強くなりたいと思い空手(直接打撃系空手)を始めたほど、鳥山明の影響を受けている。
身体能力が高く、空手の大会で愛知県チャンピオンになった経験がある。また、『SASUKE』のシミュレーター経験が何度かある。
アップダウンの竹森巧と親交が深く、竹森が企画するライブには同行してカメラマンをすることが多い。
無精髭に赤いパンツのスタイルが多い。また、ボクサー体型で、ピッタリした服を着る事が多い。
口癖で「オイ！ ふざけんな」を良く使う。このことから竹森に「ブログのタイトルをそれにしなよ！」と言われ、ブログタイトルに「オイ！ ふざけんな〜」を取り入れている。

## タッチ
筆やマジックで描いた線をパソコンに取り込んで色を付け仕上げることが多い。
2007年からは、粘土を使った作品が多く見られる。

## 主な仕事
- オーストラリア航空機内誌キャラクター「シャチラ」作成
- オールナイトライブ「ろくでもない夜(唄)」広告、ロゴマークデザイン
- お笑い芸人キングコング全国ライブ「KING KONG LIVE '09」ポスター、グッズデザイン
- 新宿7＠シアター「ドーナツ博士とGO！GO！ピクニック」広告、ロゴマーク、キャラクターデザイン、舞台小道具大道具、グッズデザイン
- 芸人音楽ライブ「音時(おんのじ)」広告、ロゴマーク、キャラクター、グッズデザイン
- 食育ヒーロー「野菜戦士ぬかづけマン」ロゴマーク、HPデザイン、小道具制作など
- ガリバーインターナショナル主催イベント「オリジナルアートカー(トヨタMR-S)」デザイン
- ネット番組「毎日キングコング」ロゴマークデザイン